# Naser Sadeghi
Naser Sadeghi (persisch ناصر صادقی, türkisch Nasır Sadıki; * 1. Januar 1964 in Teheran) ist ein ehemaliger iranischer Fußballspieler. Seit 1987 besitzt Naser Sadeghi die türkische Staatsangehörigkeit und wird dort Nasır Vanlıoğlu genannt.

## Karriere
Sadeghi spielte in seiner Heimat von 1978 bis 1986 für Pas Teheran. 1987 folgte sein Transfer in die Türkei zu Galatasaray Istanbul. Sein einziges Ligaspiel für die Gelb-Roten war am 1. November 1987 gegen Beşiktaş Istanbul. Mustafa Denizli wechselte Sadeghi für İsmail Demiriz in der 85. Spielminute ein.
Im selben Jahr wechselte Sadeghi zu Konyaspor.